# ヌーベル・レマニア
ヌーベル・レマニア（Nouvelle Lemania 、新レマニアとの意）はかつて存在したスイスの時計メーカーである。ブレゲに合併されその一部門となって会社自体は消滅している。
伝統的にクロノグラフに強くまたOEM製造が多く、特に有名な製品としてはオメガの注文に応えてアルベール・ピゲが設計しスピードマスターに搭載されたキャリバ−27CHROC12が挙げられる。過去には一般的な三針時計や女性用時計も製造していた。

## 歴史
- 1884年 - アルフレッド・ルグリン（Henry Alfred Lugrin ）によりル・サンティエ（Le Sentier ）にルグリンS.A.（Lugrin S.A. ）として創業。当初からクロノグラフやリピーターといった複雑時計のムーブメント製作を得意としていた。
- 1884年 - ロリエント（L'Orient ）に移転。
- 1912年 - 遅くともこの頃までにオメガへのムーブメント供給をはじめた。
- 1932年 - 社名をレマニア（Lemania Watch Co. ）に変更。SSIH（Société suisse pour l’industrie horlogère 、現スウォッチ・グループ）傘下に入る[1]。
- 1981年 - ブレゲに買収されてヴァンドームグループ傘下に移行し、社名をヌーベル・レマニア（Nouvelle Lemania ）に変更。その後エベルを有するインベストコープにブレゲごと売却された。
- 1999年 - ブレゲがスウォッチ・グループに買収されたことに伴いスウォッチ・グループに参加した。
- 2007年 - ブレゲのムーブメント製造部門として吸収合併された。